# 平行棒

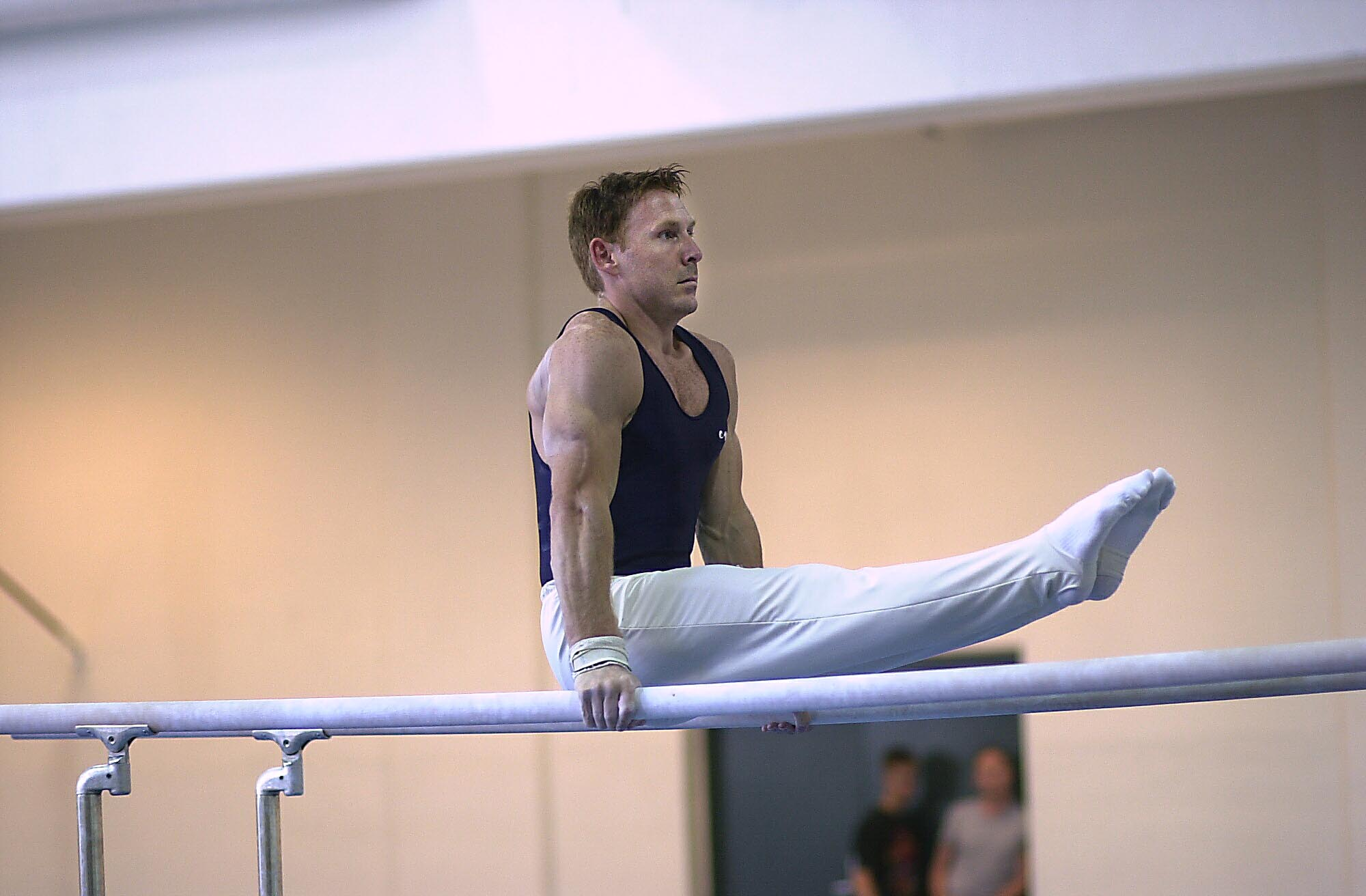
平行棒

平行棒（へいこうぼう）は、体操競技の平行棒種目で使用する体操器具の名称と、それを使った種目の名称。平行棒種目は、演技者が実施を行い、審判が採点する。一部力技や静止技が実施されるが制限は厳しく、基本的には2本の棒を使って振動技や旋回技などダイナミックな演技が行われる。

## 概要
平行棒の起源には諸説あり、木馬練習の足場あるいは馬の曲乗り練習の浅敷から発達したものといわれている。フリードリヒ・ルートヴィヒ・ヤーンは木馬運動の際に腕の支持力が弱い生徒たちのために平行棒を利用した。
ここ数十年の体操競技のルール改正を振り返ってみると、全般的に振動技重視で、この種目でも例外なく静止技が制限され始めている。ルール改正のたびに静止技・力技の制限が厳しくなり、止まらない、流れの良い演技が評価されるようになっている。その一方で、単棒で行われる技も評価が低くなりつつあり、鉄棒との差別化が保たれている。

## 平行棒の形状
平行棒種目で使用される平行棒とは、鉄棒種目で使用されるよりものよりもよくしなり軟らかく太い棒を、200cmの高さに水平且つ平行に配置したものをいう。通常、この2本の棒は木製であるが、合成素材のものも作られている。

## ルール

### 演技の流れ
体操競技の中で男子のみで行われる種目である平行棒種目は団体・個人総合で行われるほか、種目別でも単独で行われている。その基礎的難度の高さから、ジュニア・学生の大会や規模の小さい大会では行われないことも多い。
演技は平行棒にぶら下がったところから始まり、終末技で着地するか、演技者が途中で棄権するまで行われる。この際、片方の棒に両手でぶら下がるか、別々の棒に片手ずつをかけ棒の間にぶら下がるかは自由である。平行棒にぶら下がった時点から演技が開始するのであり、この際自力で飛びつくのは無論のこと、ロイター板や補助者の助けを借りることも許される。演技終了は着地動作を完了した時点となり、着地時に静止できず足を踏み出したり転倒した場合は減点対象となる。

### 技と採点
ただ棒上で回ったり倒立したりするのではなく、平行棒上で技を行う。非常に多くの技があり、認められている技には難度が設定されている。体操競技の採点は、基礎実施点等に、難度に応じて加えられる点である難度加点を加えた演技価値点から不完全な技の減点を引いたものが得点とされるため、いくら美しい演技をしても難度の低い技ばかりでは、結果としていい点が出ないことになる。

### 技の種類
技は数え切れないほど多くの技があるが、系統立てると以下のようになる。
両棒での支持振動技
棒を握り、棒間で両腕を棒状に立てるように体を支持し、振動を行う技。
腕支持振動技
棒を握らず腕を棒上に置いて棒間で体を支持し、振動を行う技。
両棒での懸垂振動技
棒を握り、両棒の下で振動を行う技。
力技
静止状態から、振動を伴わずに別の静止状態に移行する技。
静止技
振動から静止状態に移行する技。あるいは一定時間静止を保持する技。
旋回技
あん馬種目のように両棒もしくは単棒上で旋回を行う技。
横向き単棒技
鉄棒競技のように、単棒を両手で握って振動を行う技。
終末技
平行棒から手を離し、着地して演技を終了するための技。国際ルールにおいては、終末技にC難度以上の業を用いなければならない。これは下り技とも呼ばれる。足以外で着地する技は禁止されている。

### 禁止行為
禁止行為を行った場合の多くは減点または失格となる。
器具からの落下
平行棒からの落下には1.0の減点が科せられる。30秒以内であれば演技を再開することが出来るが、失敗した技は加点対象にならない上、失敗した技を再度行って成功しても、採点上成功とはみなされない。
難度表に載っていない技の実施
力技と静止技については、難度表に載っている技以外の実施が認められず、減点の対象になる。基本的ルールとして静止すること自体が減点の対象になるのであり、この種目の難度表に載っている静止技は例外的に認められているに過ぎない。また、振動する技を実施中に止まってしまった場合も減点の対象となる。
不正な終末技
終末技はC以上の難度でなくてはならない。また、終末技を行わないのも同様である。終末技はC難度以上の技を実施するだけで0.3の加点が与えられるので、終末技を行わないと実質的に0.3の減点となる。
また、棒に対して平行な向きで着地しなければならず、足以外で着地する技も禁止されている。
接触してはいけない部位
手または腕以外の体の部位で支持してはいけない。また、足がマットに触れたり、平行棒や支えている柱に触れても減点となる。